# Lungenrundherd

Rundherd in Projektion auf die 5. und 6. Rippe links

Im Rahmen der Röntgendiagnostik des Thorax ist ein Lungenrundherd definiert als weitgehend rundliche Verschattung in zwei Ebenen mit ≤ 30 mm Durchmesser. Bei Befunden > 30 mm wird von einer Raumforderung gesprochen.

## Ursachen
Es gibt eine große Vielzahl von Erkrankungen und Abnormitäten, die einen Lungenrundherd verursachen können.
Zu den typischen Ursachen zählen:
- Tumoren (bösartig (Bronchialkarzinom, Metastasen) und gutartig (Adenom, Hamartom))
- Infektionen (Tuberkulose, Abszess)
- Granulome (Sarkoidose, Granulomatose mit Polyangiitis)

## Bewertung
Bei einem einzelnen Rundherd (solitär) wird die durchschnittliche Wahrscheinlichkeit für das Vorliegen eines Bronchialkarzinoms mit 40 % angegeben.
Diese Wahrscheinlichkeit hängt vom Alter des Patienten und von der Größe des Rundherdes ab.
Je größer der Rundherd ist, umso wahrscheinlicher liegt ein Bronchialkarzinom vor.
Sehr hilfreich kann der Vergleich mit einer früher gemachten Röntgenaufnahme (falls vorhanden) sein. Ist diese frühere Aufnahme mehr als 2 Jahre alt und hat sich der Rundherd seither nicht merklich verändert, dann ist ein Bronchialkarzinom unwahrscheinlich.

### Fleischner Kriterien
2005 wurden Empfehlungen für das Vorgehen bei Lungenrundherden veröffentlicht, wenn diese zufällig entdeckt wurden. Diese Kriterien sind ein Anhalt zum Vorgehen.
2017 wurden die aktualisierten Kriterien der Fleischner-Society veröffentlicht.
| Rundherdgröße | Rundherdgröße | Pat. niedriges Risiko                                                          | Pat. hohes Risiko                                                              |
| ------------- | ------------- | ------------------------------------------------------------------------------ | ------------------------------------------------------------------------------ |
| < 6 mm        | singulär      | keine Nachkontrolle                                                            | optional Kontrolle in 12 Monaten                                               |
| < 6 mm        | multipel      | keine Nachkontrolle                                                            | optional Kontrolle in 12 Monaten                                               |
| 6 - 8 mm      | singulär      | Kontrolle in 6-12 Monaten, danach CT in 18-24 Monaten erwägen                  | Kontrolle in 6-12 Monaten und nach 18-24 Monaten                               |
| 6 - 8 mm      | multipel      | Kontrolle in 3-6 Monaten, Kontrolle nach 18-24 Monaten erwägen                 | Kontrolle in 3-6 Monaten und nach 18-24 Monaten                                |
| > 8 mm        | singulär      | Kontrolle in 3 Monaten erwägen, weitere Diagnostik mittels PET/CT oder Biopsie | Kontrolle in 3 Monaten erwägen, weitere Diagnostik mittels PET/CT oder Biopsie |
| > 8 mm        | multipel      | Kontrolle in 3-6 Monaten, Kontrolle nach 18-24 Monaten erwägen                 | Kontrolle in 3-6 Monaten und nach 18-24 Monaten                                |

| Rundherdgröße | Milchglasherde                                                                  | teil-solide                                                                | multipel                                                                                |
| ------------- | ------------------------------------------------------------------------------- | -------------------------------------------------------------------------- | --------------------------------------------------------------------------------------- |
| < 6mm         | Keine Nachkontrolle                                                             | Keine Nachkontrolle                                                        | Kontrolle nach 3-6 Monaten, bei stabilem Befund Kontrolle nach 2 und 4 Jahren erwägen   |
| ≥ 6mm         | Kontrolle nach 6-12 Monaten, bei Persistenz Kontrolle alle 2 Jahre über 5 Jahre | Kontrolle nach 3-6 Monaten, bei Persistenz jährliche Kontrolle für 5 Jahre | Kontrolle nach 3-6 Monaten, anschließendes Management basierend auf verdächtigstem Herd |

Die angegebenen Kontrollen sind CT-Untersuchungen. Das persönliche Risiko kann nur ein erfahrener Arzt nach einem ausführlichen Gespräch feststellen, auch das Vorgehen nach dem in der Tabelle angegebenen Zeitraum muss individuell mit dem Arzt besprochen werden. Raucher sind meist Personen mit hohem Risiko.

## Vorgehen
Je nach Risikobeurteilung sind weitere diagnostische Untersuchungen wie Computertomographie (CT) oder Magnetresonanztomographie (MRT) und in besonderen Fällen  auch invasive Maßnahmen wie transthorakale Biopsie, Thorakotomie oder Thorakoskopie mit dem Ziel der Gewebeentnahme zur histologische Untersuchung, oder ggf. auch vollständigen Resektion des Herdes durchzuführen.